# Liste der Naturdenkmale in Rheinböllen
Die Liste der Naturdenkmale in Rheinböllen nennt die im Gemeindegebiet von Rheinböllen ausgewiesenen Naturdenkmale (Stand 13. Mai 2024).

## Naturdenkmale
| Nr.         | Bezeichnung                    | Lage                                                     | Beschreibung | Bild                                    |
| ----------- | ------------------------------ | -------------------------------------------------------- | ------------ | --------------------------------------- |
| ND-7140-056 | Eiche im Garten Rothenbach     | Kleinweidelbach, hinter Nr. 4a Lage                      | Quercus sp.  | Direkt Bild zu diesem Denkmal hochladen |
| ND-7140-060 | Eiche in Waldabteilung 9a      | Rheinböllen, westlich der Stadt; Abteilung Oberwald Lage | Quercus sp.  | Direkt Bild zu diesem Denkmal hochladen |
| ND-7140-093 | Baumgruppe in der Waldsiedlung | Rheinböllen, Im Schulwald, bei Nr. 50 Lage               | drei Bäume   | Direkt Bild zu diesem Denkmal hochladen |

## Ehemalige Naturdenkmale
| Nr. | Bezeichnung                   | Lage                                                                          | Beschreibung                                     | Bild                                    |
| --- | ----------------------------- | ----------------------------------------------------------------------------- | ------------------------------------------------ | --------------------------------------- |
|     | Eiche auf dem Dorfplatz       | Kleinweidelbach, bei Nr. 7 Lage                                               | Quercus sp.; Rechtsverordnung 2001 aufgehoben    | Direkt Bild zu diesem Denkmal hochladen |
|     | Dreifaltigkeitstanne          | Rheinböllen, nordwestlich der Stadt an der L 214; Abteilung Der Oberwald Lage | Picea abies; Rechtsverordnung 1986 aufgehoben    | Direkt Bild zu diesem Denkmal hochladen |
|     | Eiche in der Waldabteilung 29 | Rheinböllen, nordwestlich der Stadt; Abteilung An der Liebshauser Straße Lage | Quercus sp; Rechtsverordnung 1978 aufgehoben     | Direkt Bild zu diesem Denkmal hochladen |
|     | Buche in der Waldabteilung 7  | Rheinböllen, westlich der Stadt; Abteilung Hahnenkammer Lage                  | Fagus sylvatica Rechtsverordnung 1978 aufgehoben | Direkt Bild zu diesem Denkmal hochladen |